# متغذية تعابرية حمضية التغذية
متغذية تعابرية حمضية التغذية (الاسم العلمي: Syntrophus aciditrophicus) هي نوع من البكتيريا، سلبية الغرام، تتبع جنس متغذية تعابرية.